# De Danske Gærfabrikker
De Danske Gærfabrikker A/S er en dansk gærproducent med en fabrik i Grenaa.
I 1973 etableres De Danske Gærfabrikker. Virksomheden var i mange år en division i De Danske Spritfabrikker. Dansk Gær Central A/S og logo'et med malteserkors kendes fra 1881. I 2007 køber canadiske Lallemand Inc. De Danske Gærfabrikker, og virksomheden udgør i dag Lallemands danske produktionsselskab. Den er således et datterselskab til Lallemand Denmark A/S.
Fabrikken i Grenaa er Danmarks eneste gærfabrik, hvor der er ca. 120 fuldtidsansatte.